# غاور تشامبيون
غور كارلايل تشامبيون (22 يونيو 1919 - 25 أغسطس 1980) كان ممثل، ومخرج مسرح، ومصمم رقصات، راقص أمريكي.

## حياته الشخصية
تزوج تشامبيون في عام 1947 من الممثلة مارجوري سيليست بيلشر، كان لديه ابنين: بليك والممثل جريج تشامبيون. في عام 1976 تزوج مرة أخرى من كارلا راسل، التي عاشت معه. 

## الوفاة
تم تشخيص تاشمبيون في أوائل عام 1979 مع والدنستروم ماكروغلوبولين الدم، وهو شكل نادر منسرطان الدم من قبل دكتوره في معهد سكريبس. بدأ العلاج في مستشفى أرز لبنان في لوس انجليس ونصح بعدم العمل. توفي تاشمبيون في الساعة 10:00 صباح يوم 25 أغسطس 1980 في مانهاتن في مركز ميموريال سلون كيترينج للسرطان.
 وفاة تشامبيون جائت قبل عشر ساعات فقط من إسدال ستارة في ليلة الافتتاح عن شارع 42 المسرحية الموسيقية التي أخرجها. كانت ستكون أعظم نجاحاته التي عمل عليها لتسع سنوات.طلب المنتج ديفيد ميريك من عائلة تشامبيون الحفاظ على سرية الأخبار عن الجميع، بما في ذلك طاقم العرض.

## حقوقه في برودواي
- Count Me In (musical), performer (1942)
- Lend an Ear, musical staging (1948)
- Small Wonder (musical), choreographer (1948)
- Make a Wish, choreographer (1951)
- 3 for Tonight, director and performer (1955)
- Bye Bye Birdie, director and choreographer (1960)
- Carnival!, director and choreographer (1961)
- Hello, Dolly!, director and choreographer (1964)
- I Do! I Do!, director (1966)
- 3 Bags Full, director (1966)
- The Happy Time, director and choreographer (1968)
- A Flea in Her Ear, director (1969)
- Prettybelle, director and choreographer (1971)
- Sugar, director and choreographer (1972)
- Irene, director (1973)
- Mack & Mabel, director and choreographer (1974)
- Rockabye Hamlet, director and choreographer (1976)
- A Broadway Musical, production supervisor (1978)
- 42nd Street, director and choreographer (1980)

## الجوائز والترشيحات
الجائزة
- 1949 Tony Award for Best Choreography – Lend an Ear
- 1961 Tony Award for Best Choreography – Bye Bye Birdie
- 1961 Tony Award for Best Direction of a Musical – Bye Bye Birdie
- 1964 Tony Award for Best Choreography – Hello, Dolly!
- 1964 Tony Award for Best Direction of a Musical – Hello, Dolly!
- 1968 Tony Award for Best Choreography – The Happy Time
- 1968 Tony Award for Best Direction of a Musical – The Happy Time
- 1981 Drama Desk Award for Outstanding Choreography – 42nd Street
- 1981 Tony Award for Best Choreography – 42nd Street

الترشيحات 
- 1962 Tony Award for Best Direction of a Musical – Carnival!
- 1967 Tony Award for Best Direction of a Musical – I Do! I Do!
- 1973 Tony Award for Best Choreography – Sugar
- 1973 Tony Award for Best Direction of a Musical – Sugar
- 1975 Tony Award for Best Choreography – Mack & Mabel
- 1975 Tony Award for Best Direction of a Musical – Mack & Mabel
- 1981 Tony Award for Best Direction of a Musical – 42nd Street

## وصلات خارجية
- غاور تشامبيون على موقع IMDb (الإنجليزية)
- غاور تشامبيون على موقع الموسوعة البريطانية (الإنجليزية)
- غاور تشامبيون على موقع ألو سيني (الفرنسية)
- غاور تشامبيون على موقع ميوزك برينز (الإنجليزية)
- غاور تشامبيون على موقع تيرنر كلاسيك موفيز (الإنجليزية)
- غاور تشامبيون على موقع أول موفي (الإنجليزية)
- غاور تشامبيون على موقع قاعدة بيانات برودواي على الإنترنت (الإنجليزية)
- غاور تشامبيون على موقع قاعدة بيانات الأفلام السويدية (السويدية)
- غاور تشامبيون على موقع إن إن دي بي (الإنجليزية)
- غاور تشامبيون على موقع ديسكوغز (الإنجليزية)
- PBS biography
- غاور تشامبيون على موقع فايند أغريف